# World End
World End è un brano musicale del gruppo giapponese Flow, pubblicato come sedicesimo singolo dei musicisti il 13 agosto 2008 ed incluso nell'album 5. Il singolo ha raggiunto la quarta posizione della classifica Oricon dei singoli più venduti in Giappone, vendendo 54 597 copie. Il brano è stato utilizzato come sigla d'apertura degli episodi 13-25 dell'anime Code Geass: Lelouch of the Rebellion R2.

## Tracce
CD Singolo KSCL-1269
1. WORLD END
2. LEATHER FACE
3. I WILL
4. WORLD END -Instrumental-
5. WORLD END -CODE GEASS Opening Mix-

## Classifiche
| Classifica (2008) | Posizione più alta |
| ----------------- | ------------------ |
| Giappone (Oricon) | 4                  |